# Ricky Tognazzi
Pour les articles homonymes, voir Tognazzi.
Ricky Tognazzi, né le 1er mai 1955 à Milan  est un acteur, scénariste et réalisateur italien. Fils d'Ugo Tognazzi, il est apparu dans une cinquantaine de films et téléfilms depuis 1963. Son film, La scorta fut en compétition au Festival de Cannes 1993.

## Biographie
Avec son premier film sorti en 1989, la comédie Légers quiproquos (Piccoli equivoci), il remporte en 1990 le Ruban d'argent du meilleur nouveau réalisateur, le David di Donatello du meilleur réalisateur débutant et le Ciak d'oro de la meilleure première œuvre.
En 2023 il participe à la 4e saison de Il cantante mascherato (version italienne de Mask Singer). Plus tard il participe à la 18e saison de Ballando con le stelle (version italienne de Danse avec les stars).

## Filmographie sélective

### Acteur
- 1963 : Les Monstres (I Mostri), de Dino Risi
- 1980 : Arrivano i bersaglieri de Luigi Magni
- 1981 : La Tragédie d'un homme ridicule (La tragedia di un uomo ridicolo) de Bernardo Bertolucci
- 1983 : Son contento de Maurizio Ponzi
- 1983 : Il petomane de Pasquale Festa Campanile
- 1984 : Aurora (Qualcosa di biondo) de Maurizio Ponzi
- 1990 : Le Raccourci de Giuliano Montaldo
- 1991 : Una storia semplice d'Emidio Greco
- 1992 : In camera mia de Luciano Martino
- 2000 : Canone inverso - Making Love de lui-même
- 2001 : Commedia sexy de Claudio Bigagli
- 2002 : Le Plus Beau Jour de ma vie (Il più bel giorno della mia vita) de Cristina Comencini
- 2009 : Nine de Rob Marshall
- 2011 : Tutta colpa della musica de lui-même

### Réalisateur
- 1989 : Légers quiproquos (Piccoli equivoci)
- 1991 : Ultrà
- 1993 : La scorta
- 1996 : Le Jour du chien (Vite strozzate)
- 2000 : Canone inverso - Making Love
- 2001 : Un altro mondo è possibile (documentaire collectif sur les émeutes anti-G8 de Gênes de 2001)
- 2010 : Il padre e lo straniero
- 2011 : Tutta colpa della musica